# 오픈 소스 이니셔티브
오픈 소스 이니셔티브(Open Source Initiative, OSI)는 "비독점적 소프트웨어에 대한 인식과 중요성을 증진하기 위해 오픈 소스 커뮤니티 구축, 교육 및 공공 옹호 활동에 적극적으로 참여하는" 캘리포니아 공공 이익 법인이다.

## 거버넌스
OSI는 캘리포니아주의 공공 이익 비영리 법인이며, 501(c)(3) 세금 면제 상태를 가지고 있다. 이 조직은 사무총장과 직원에 의해 전문적으로 감독되며, 주의 의무, 재정 의무, 그리고 사명에 대한 전략적 정렬을 감독하는 책임을 지는 이사회의 지원을 받는다.

## 오픈 소스 정의
오픈 소스의 정의는 1997년 브루스 페렌스가 발표한 데비안 자유 소프트웨어 지침(DFSG)을 기반으로 한 파생 문서이다. 데비안 프로젝트 리더로서 페렌스는 1997년 7월 4일에 기록된 DFSG를 발표했다. 발표 게시물에서 페렌스는 다른 배포판들이 DFSG를 모델로 사용하기를 희망하며 다음과 같이 말했다. "우리는 다른 소프트웨어 프로젝트들이,
다른 리눅스 배포판을 포함하여, 이 문서를 모델로 사용하기를 바랍니다.
우리는 그러한 모든 사용에 대해 기꺼이 허가를 내줄 것입니다."
“Debian's "Social Contract" with the Free Software Community” (메일링 리스트). 2025년 4월 24일.
어떤 조직이든 사회 계약을 인용함으로써 데비안 자유 소프트웨어 지침을 사용할 수 있다. 별도의 오픈 소스 정의는 필요하지 않다.
페렌스는 데비안 자유 소프트웨어 지침에서 데비안 관련 언급을 제거하고 이를 "오픈 소스"로 대체하여 오픈 소스 정의로 수정했다. 오픈 소스의 정의의 최초 발표는 1998년 2월 9일 슬래시닷 및 기타 매체에서 이루어졌으며, 해당 정의는 1998년 2월 10일 Linux Gazette에 실렸다.
페렌스와 레이먼드는 오픈 소스 소프트웨어를 홍보하기 위한 조직인 오픈 소스 이니셔티브를 설립했다. 현재 페렌스와 레이먼드 모두 OSI에 참여하고 있지 않다.
오픈 소스 정의는 오픈 소스 소프트웨어에 대한 널리 받아들여지는 표준인 것으로 보이지만, 프로젝트에 GPL, BSD, MIT, Apache 라이선스를 사용하기로 선택하는 오픈 소스 개발자들은 그러한 표준이 필요하지 않다. 또한, DFSG는 포크될 수 있으며, 오픈 소스 정의가 기반으로 하는 문서의 원래 발표 의도에 따라 다른 파생물이 생성될 수도 있다.
 소스 코드에 대한 접근을 제공하는 것만으로는 소프트웨어가 "오픈 소스"로 간주되기에 충분하지 않다. 상업적 사용을 포함한 모든 사용에 대해 동일한 조건으로 수정 및 재배포를 허용해야 한다. 오픈 소스 정의는 라이선스가 승인되기 위해 10가지 기준을 충족해야 한다고 요구한다. 이는 재배포 및 파생 저작물이 자유 라이선스에 따라 배포되어야 하는 카피레프트와 파생 저작물이 어떤 라이선스로든 배포될 수 있는 퍼미시브 라이선스를 모두 허용한다. 오픈 소스 정의에 포함되는 소프트웨어 사용권은 자유 소프트웨어의 정의도 충족하며 그 반대도 마찬가지이다. 자유 소프트웨어 재단과 OSI는 모두 자유-오픈 소스 소프트웨어를 지원하는 목표를 공유한다.

### 라이선스 승인 과정
OSI는 특정 라이선스를 정의와 호환되는 것으로 승인하고, 준수하는 라이선스 목록을 유지한다. 새로운 라이선스는 라이선스에 대한 논리적 근거, 기존 승인 라이선스와의 비교, 그리고 법적 분석을 설명하는 공식 제안서를 제출해야 한다. 제안서는 OSI 메일링 리스트에서 최소 30일 동안 논의된 후 투표에 부쳐지고 OSI 이사회에 의해 승인 또는 거부된다. OSI는 투명한 절차를 가지려고 노력했지만, 승인 과정은 논란의 원인이 되기도 했다.
OSI는 특히 7개의 승인된 라이선스를 "인기 있고 널리 사용되거나 강력한 커뮤니티를 가진" 라이선스로 추천한다.
1. 아파치 라이선스 2.0
2. BSD 3-Clause 및 BSD 2-Clause 라이선스
3. GPL의 모든 버전
4. LGPL의 모든 버전
5. MIT 허가서
6. 모질라 공용 허가서 2.0
7. 공동 개발 및 배포 허가서 (CDDL)
8. 이클립스 공용 허가서 버전 2.0

## 오픈 소스 AI 정의
2022년에 OSI는 오픈 소스 AI 정의(OSAID) 작업을 시작하여 연구자, 개발자 및 업계 대표들이 공동 설계 프로세스를 통해 초안을 작성하도록 초청했다.
오픈 소스 인공지능 정의 (OSAID) 작업 초안 버전 1.0은 2024년 10월에 공개되었다.

## 역사
일종의 캠페인으로서, "오픈 소스"는 1998년에 크리스틴 피터슨, 존 "매드독" 홀, 래리 오거스틴, 에릭 레이먼드, 브루스 페렌스 등이 시작했다.
이 그룹은 데비안 자유 소프트웨어 지침을 기반으로 오픈 소스 소프트웨어에 대한 오픈 소스의 정의를 채택했다. 또한 이들은 이 운동의 관리 조직으로서 오픈 소스 이니셔티브(OSI)를 설립했다. 그러나 그들은 '오픈 소스' 용어의 사용을 통제하기 위해 상표를 확보하려는 시도에는 성공하지 못했다. 2008년, 조직의 거버넌스를 개혁하려는 분명한 노력의 일환으로 OSI 이사회는 50명의 개인을 "헌장 회원" 그룹에 초대했다. 2008년 7월 26일까지 원래 초대자 중 42명이 초대를 수락했다. 헌장 회원 그룹의 전체 명단은 공개된 적이 없으며, 이 그룹은 비공개 아카이브가 있는 비공개 메일링 리스트인 "osi-discuss"를 통해 소통했다.
2012년에 OSI 이사이자 당시 회장이었던 사이먼 핍스의 지도 아래 OSI는 회원 기반 거버넌스 구조로 전환하기 시작했다. OSI는 "전 세계 정부가 인정하는 비영리 자선 및 비영리 산업 협회와 학술 기관"을 위한 제휴 회원 프로그램을 시작했다. 이어서 OSI는 개인 회원 프로그램을 발표했으며 여러 기업 스폰서를 나열했다.
2013년 11월 8일, OSI는 패트릭 매슨을 총괄 관리자로 임명했다. 2020년 8월부터 2021년 9월까지 뎁 니콜슨이 임시 총괄 관리자였다. 임시 관리자인 데보라 니콜슨의 지시 하에 투표와 선거가 진행되어 결과가 나왔으나, 선거 과정의 취약성으로 인해 중단되고 재선거가 결정되었다. "이번 주 우리는 투표 과정에서 악용되어 최근 이사회 선거 결과에 영향을 미친 취약점을 발견했습니다." 2021년 6월 현재까지 선거 결과나 추가 업데이트는 게시되지 않았다.
2020년 11월, 이사회는 사무총장 물색을 발표했으며 이는 2021년 9월 스테파노 마풀리의 임명으로 마무리되었다. 동시에 이사회 회장직은 이사회 의장직으로 변경되었다.

## 논란
2009년 10월, OSI는 서류를 제때 제출하지 않아 캘리포니아 주에 의해 중단되면서 법인 지위를 상실했다.
2020년 1월, 창립자 브루스 페렌스는 OSI 승인을 위해 제안된 새로운 라이선스(암호화 자율 라이선스)와 관련된 논란으로 OSI를 떠났다. 이후 2020년 8월, 페렌스는 자신의 우려를 자세히 설명했다: "우리는 라이선스의 바벨탑을 만들었습니다. 우리는 라이선스 준수를 설계에 포함시키지 않았고, 엄청난 비준수 문제를 겪고 있으며 나아지지 않고 있습니다. 우리는 저작권 침해자들을 고소할 여유가 없습니다."
OSI의 또 다른 공동 창립자인 에릭 레이먼드는 2020년 3월 OSI 메일링 리스트에서 추방되었다. 그는 한 달 전에 "OSI가 매수되어 자유에 대한 창립 약속을 배신하고 있다"고 주장하며, "OSI의 헌장과 OSI를 설립한 그의 의도를 직접적으로 심각하게 위반할 것"이라고 말한 제안된 라이선스 변경에 이의를 제기했다.
2024년 10월 오픈 소스 AI 정의(OSAID) 발표는 새로운 이견과 상당한 불만을 초래하며 논란이 되었다.
2025년에 "2025년 이사회 선거의 완전하고 변경되지 않은 결과를 공개해달라"는 청원이 제기되었다. 청원 작성자들의 주장 중 하나는 "투표 종료 후 후보자와 표를 제거함으로써 OSI가 신뢰성을 손상시켰다"는 것이다.

## 같이 보기
- 디지털 권리
- 오픈 소스 소프트웨어와 사유 소프트웨어의 비교
- 오픈 소스 소프트웨어의 비즈니스 모델
- 일반인 기반 공동 생산방식 – 리더나 재정적 보상 없이 프로젝트를 조직하는 경제 모델
- 오픈 소스 거버넌스 – 오픈 소스 원칙을 사용하여 인간 사회 거버넌스를 변화시키는 것
- 테크노-진보주의 – 기술 변화와 사회 발전의 융합을 적극적으로 지지하는 입장
- 오픈 소스 소프트웨어 운동 – 오픈 소스 이념의 발전과 증거
- 공공 데이터 및 링크드 데이터